# Foulques de Villaret
Foulques de Villaret, detto anche Folco del Vilaret o Fulk de Villaret (XIII secolo – 1º settembre 1327), è stato un generale francese nativo della Linguadoca-Rossiglione, in Francia, è stato Gran Maestro dell'Ordine di Malta, succedendo allo zio paterno Guillaume de Villaret nel 1305.

## Gran Maestro dell'Ordine
Suo zio aveva influito notevolmente nella sua carriera nell'Ordine. Egli venne nominato Ammiraglio nel 1299, e Gran Comandante due anni dopo. Dal 1303 divenne Luogotenente del Gran Maestro, e avanzò quindi al grado di Gran Maestro alla morte dello zio.
Sotto il suo comando, l'Ordine sferrò attacchi di successo nel tentativo di conquistare Rodi (1308 e fine del 1309). Vennero conquistate anche altre isole dell'area (Kastellórizo, Bodrum) e l'Ordine si trasferì definitivamente a Rodi, dove rimase per i successivi due secoli.
Secondo la tradizione, Foulques de Villoret, fratello d'armi cristiane di Amedeo V di Savoia, verso il 1312, viaggiando a bordo di una galea da Rodi alla Francia, in cerca di aiuti, sarebbe stato sorpreso da una furiosa tempesta nel Mar Ligure, che fece affondare la nave con tutto il suo carico e le armi.
Foulques ed il suo seguito riuscirono miracolosamente a salvarsi, raggiungendo a nuoto la spiaggia del Giunchetto, insenatura sita tra Ospedaletti e Bordighera nel Ponente Ligure: per riconoscenza per lo scampato pericolo, il Gran Maestro decise allora di erigere sul posto una chiesa dedicata a San Giovanni di Gerusalemme, patrono dei cavalieri del suo ordine.
Accanto alla nuova chiesa sarebbe quindi sorto un pio albergo, un hospitium, ossia un luogo destinato al ristoro e al riparo dei viandanti e dei pellegrini che si recavano a Roma e ai luoghi santi di Gerusalemme. Successivamente i cavalieri eressero su una collina, nel già esistente abitato di Colla, una chiesa dedicata a San Sebastiano (1319) e un altro pio albergo. In riconoscenza dell'opera svolta dai cavalieri, il paese situato sulla collina avrebbe quindi assunto il nome di “Colle dei Rodi”, oggi Coldirodi, ed il borgo sottostante, in virtù dei due hospitia, sarebbe stato chiamato Hospitaletti, poi modificato nel attuale “Ospedaletti”.
Malgrado i benefici che l'ordine trasse dalla soppressione dei Cavalieri templari (i beni e i compiti dei Templari vennero affidati agli Ospitalieri dal Papa nel 1312), le campagne del de Villaret, nell'espansione territoriale dell'ordine, avevano indebitato pesantemente l'organizzazione. I debiti non poterono essere saldati sino al 1330, alienando de Villoret dai suoi sostenitori nell'Ordine.
Nel 1317, l'ordine tentò un colpo di Stato per rovesciare il Gran Maestro, il quale a detta delle cronache, si comportava in modo dispotico ed autoritario. Un gruppo scelto di cavalieri si recò nella sua residenza di Rodini per assassinarlo, ma il suo ciambellano lo aiutò nella fuga. Egli si recò quindi al castello degli Ospitalieri di Lindos, dove venne assediato dal suo stesso ordine. Nel frattempo, i cavalieri avevano eletto Gran Maestro Maurice de Pagnac, ed avevano scritto a Papa Giovanni XXII nel luglio di quell'anno per giustificare le loro azioni.
Il Papa, convocò entrambi i gran maestri alla sua corte di Avignone per risolvere la disputa. Nel frattempo, Fra' Giraud de Pins amministrò l'ordine in nome del Papa. Il Pontefice riammise il de Villaret, ma solo qualora egli avesse dato le proprie dimissioni ufficiali da Gran Maestro. Fra' Hélion de Villeneuve venne nominato nuovo Gran Maestro dell'ordine il 18 giugno 1319, dal momento che Pagnac era morto nel frattempo. Il Papa nominò il de Villaret, priore di Capua a vita, il 29 giugno di quell'anno, ma dopo nuovi contrasti locali, venne trasferito al priorato di Roma nel 1325. Anche qui si ravvisarono dei contrasti e il Papa decise di mandarlo in pensione con un compenso annuo. Egli ritornò nella sua patria nativa e visse come fratello dell'Ordine nella casa della sorella, a Teyran, presso Montpellier. Qui morì il 1º settembre 1327 e venne sepolto nella chiesa templare di Notre-Dame-de-Lèzes a Montpellier.

## Mecenate
Rostaing Berenguier dedicherà per intero a Folco de Viralet, suo grande mecenate, la canzone Tot enaisi con es del balasicz.